# Peaches en Regalia
Peaches en Regalia è un brano musicale di Frank Zappa pubblicato su singolo nel 1970.
È la prima traccia dell'album Hot Rats, pubblicato nel 1969. In alcuni album successivi del compositore è presente con diversi arrangiamenti.
Si tratta di un brano interamente strumentale con forti influenze jazzistiche. È largamente riconosciuto dagli appassionati di Zappa come una delle sue composizioni più riuscite e più rappresentative del suo complesso genere musicale.
Il brano è stato reinterpretato dall'estemporaneo gruppo Zappa Plays Zappa (formato dal figlio di Zappa, Dweezil, e dagli ex allievi di Zappa Steve Vai e Napoleon Murphy Brock), aggiudicandosi un premio Grammy Award per la migliore performance rock strumentale nel febbraio 2009.

## Il brano
Come in gran parte della musica di Zappa, c'è una grande varietà di strumentazione in questo pezzo: si va dalle normali chitarra, basso e batteria, fino ad includere sassofoni, clarinetti, un basso elettrico ottavino, flauto e percussioni aggiuntive suonate da Zappa stesso.
Peaches en Regalia fu uno dei primi motivi ad essere elaborato da Zappa senza il suo abituale gruppo, le Mothers of Invention. La musica contenuta in Hot Rats, è opera esclusiva del solo Zappa e del collega Ian Underwood, che produssero la maggior parte dell'album con l'aiuto di diversi altri musicisti. Zappa è celebre per la sua abilità come chitarrista, ma nel caso di Hot Rats, agì da vero polistrumentista suonando anche altri strumenti come il pianoforte e la batteria.

### Ritmo
Il ritmo di Peaches en Regalia è uno degli aspetti più interessanti del pezzo, caratterizzato da una introduzione di batteria divenuta iconica nel tempo. Il batterista, Ron Selico, che in quel periodo suonava le percussioni con James Brown ma non la batteria, creò un effetto particolare nella rullata introduttiva da mancino quale era, su una disposizione di tamburi classica per destrorsi. Il brano è in quattro quarti, il ritmo si sviluppa con le caratteristiche tipiche del rhythm and blues, in questo caso molto sincopato e con frequenti accenti in levare.
Sono presenti all'interno del brano numerose battute in terzine di ottavi.

### Melodia
L'accattivante melodia principale di Peaches en Regalia è costituita da un tema principale che inizia subito dopo la rullata di batteria all'inizio del brano per proseguire in un sali e scendi melodico al centro della traccia e riaffiorare ripetendosi alla fine. A circa 1:50 inizia un assolo di sax che crea un effetto melodico di apertura, per poi tornare al tema principale. In tutto si possono distinguere quattro temi che costituiscono l'ossatura della composizione: A, B, C, e D. Nel tema C, la melodia è suonata dalla chitarra e dal flauto. Zappa utilizza anche dei sintetizzatori durante la transizione tra le due sezioni C e D. All'epoca della registrazione del brano, la tecnologia dei suoni "sintetici" era agli albori ma Frank Zappa ne fece ampio uso nella composizione di Peaches en Regalia. Il cambio di timbro dal suono delle corde pizzicate di una chitarra al suono di un sintetizzatore elettronico danno a questa sezione di transizione del pezzo un interessante effetto tonale.

## Tracce
7" Bizarre 0889 (1970)
1. Peaches En Regalia (Frank Zappa) - 3:39
2. Little Umbrellas (Frank Zappa) - 3:04

## Formazione
- Frank Zappa: chitarra elettrica, basso ottavino.
- Ian Underwood: tastiere, flauto, sassofono, clarinetto
- Shuggie Otis: basso
- Ron Selico: batteria

## Esecuzioni

### Frank Zappa
| Anno | Album                     | Note                                                                |
| ---- | ------------------------- | ------------------------------------------------------------------- |
| 1969 | Hot Rats                  |                                                                     |
| 1971 | Fillmore East - June 1971 | Live                                                                |
| 1981 | Tinsel Town Rebellion     | Live con il titolo Peaches III                                      |
| 1991 | Any Way the Wind Blows    | Registrata live nel 1979, pubblicata nella serie Beat the Boots.    |
| 1992 | Swiss Cheese/Fire!        | Registrata live nel 1971, pubblicata nella serie Beat the Boots II. |
| 2010 | Odeon Hammersmith         | Registrata dal vivo nel 1978.                                       |

### In dischi tributo
| Anno | Artista               | Album                                              |
| ---- | --------------------- | -------------------------------------------------- |
| 1994 | The Muffin Men        | Say Cheese & Thank You                             |
| 1994 | Riccardo Fassi Tankio | Plays the Music of Frank Zappa                     |
| 1995 | Harmonia              | Harmonia Meets Zappa                               |
| 1996 | Omnibus Wind Ensemble | Music by Frank Zappa                               |
| 1997 | Ed Palermo            | Ed Palermo Big Band Plays the Music of Frank Zappa |
| 1999 | The Dangerous Kitchen | Pays Tribute to Frank Zappa                        |
| 2004 | Ensemble Modern       | Ensemble Modern Plays Frank Zappa                  |
| 2004 | The Muffin Men        | Bakers Dozen                                       |
| 2004 | Pollo Del Mar         | Lemme Take You to the Beach (Various artists)      |
| 2005 | Colin Towns           | Frank Zappa's Hot Licks                            |

### Altre versioni
| Anno | Artista                        | Album                                 |
| ---- | ------------------------------ | ------------------------------------- |
| 1994 | Jon Poole                      | What's the Ugliest Part of Your Body? |
| 1995 | Meridian Arts Ensemble         | Prime Meridian                        |
| 2000 | Dixie Dregs                    | California Screamin'                  |
| 2000 | The Grandmothers               | Eating the Astoria                    |
| 2006 | Dweezil Zappa                  | Go with What You Know                 |
| 2006 | Daniele Sepe                   | Suonarne 1 per educarne 100           |
| 2007 | Phish                          | Vegas 96                              |
| 2007 | The Roots                      | How I Got Over                        |
| 2009 | Les cris de Paris (a cappella) | Encores (alpha)                       |
| 2011 | Phish                          | 2011/07/01 I Super Ball IX, NY        |